# Crateri di Europa
Segue una lista dei crateri d'impatto presenti sulla superficie di Europa. La nomenclatura di Europa è regolata dall'Unione Astronomica Internazionale; la lista contiene solo formazioni esogeologiche ufficialmente riconosciute da tale istituzione.
I crateri di Ganimede portano i nomi di divinità ed eroi della mitologia celtica. Fa eccezione il cratere Cilix dedicato al fratello di Europa, Cilice.

## Prospetto
| Cratere   | Eponimo | Latitudine | Longitudine | Diametro |
| --------- | --- | ---------- | ----------- | -------- |
| Áine      | Áine - Dea dell'amore e della fertilità. | 43° S      | 177,5° W    | 5 km     |
| Amaethon  | Amaethon - Figlio di Dôn e una presunta divinità agraria.                                                                                     | 13,82° N   | 177,47° W   | 1,7 km   |
| Amergin   | Amergin Glúingel - Leggendario druido e bardo irlandese.                                                                                      | 14,7° S    | 230,6° W    | 17 km    |
| Angus     | Aengus - Dio della bellezza. | 12,6° S    | 75,1° W     | 4,5 km   |
| Avagddu   | Avagddu - Figlio di Ceridwen e di Tegid Foel, noto per la sua bruttezza. È chiamato anche Morfran.                                            | 1,4° N     | 169,5° W    | 10 km    |
| Balor     | Balor - Signore delle Isole Ebridi, era un capo dei Fomor.                                                                                    | 52,8° S    | 97,8° W     | 4,8 km   |
| Bress     | Bres - Re dei Túatha Dé Danann. | 37,64° N   | 98,66° W    | 10 km    |
| Brigid    | Brigid - Dea protettrice dei poeti, dei guaritori, dei druidi, dei guerrieri e degli artigiani, sposa di Bres.                                | 10,8° N    | 81,3° W     | 9,5 km   |
| Camulus   | Camulo - Dio della guerra dei Remi. | 26,5° S    | 81,1° W     | 4,5 km   |
| Cilix     | Cilice - Fratello di Europa. Questo cratere è utilizzato per definire il meridiano fondamentale di Europa.                                    | 2,6° N     | 181,9° W    | 15 km    |
| Cliodhna  | Cliodna - Dea della bellezza. | 2,5° S     | 76,4° W     | 3 km     |
| Cormac    | Cormac mac Airt - Re supremo d'Irlanda. | 36,9° S    | 88,1° W     | 4 km     |
| Dagda     | Dagda - Divinità suprema, signore del tuono e della guerra.                                                                                   | 37,35° N   | 168,74° W   | 9,8 km   |
| Deirdre   | Deirdre - Bellissima e tragica eroina. | 65,4° S    | 207,3° W    | 4,5 km   |
| Diarmuid  | Diarmuid Ua Duibhne - Eroe guerriero, sposo di Gráinne.                                                                                       | 61,3° S    | 102° W      | 8,2 km   |
| Dylan     | Dylan Ail Don - Divinità del mare. | 55,3° S    | 84,4° W     | 5,3 km   |
| Elathan   | Elatha - Principe dei Fomoriani e di Ériu. | 31,9° S    | 79,8° W     | 2,5 km   |
| Eochaid   | Eochaid mac Eirc - Re supremo d'Irlanda. | 50,48° S   | 233,33° W   | 10,6 km  |
| Govannan  | Gofannon - Dio dei fabbri. | 37,3° S    | 302,8° W    | 11,5 km  |
| Gráinne   | Gráinne - Figlia di Cormac mac Airt, sposa di Diarmuid Ua Duibhne.                                                                            | 59,7° S    | 99,4° W     | 13,5 km  |
| Gwern     | Gwern - Figlio di Matholwch e di Branwen. | 9,14° N    | 344,54° W   | 22,2 km  |
| Gwydion   | Gwydion - Mago, figlio di Dôn, sovrano del Gwynedd.                                                                                           | 60,5° S    | 81,6° W     | 5 km     |
| Llyr      | Llŷr - Dio del mare. | 1,8° S     | 221,8° W    | 1,1 km   |
| Luchtar   | Luchtar - Dio dei carpentieri. | 40,2° S    | 257,57° W   | 19,9 km  |
| Lug       | Lúg - Dio della luce, veniva chiamato il "Dio delle mille arti".                                                                              | 27,99° N   | 44,31° W    | 11 km    |
| Mael Dúin | Mael Dúin - Eroe del Immram Maele Dúin. | 16,8° S    | 197,9° W    | 2 km     |
| Maeve     | Maeve - Affascinante e battagliera regina del Connacht. È chiamata Medb.                                                                      | 58,8° N    | 78,9° W     | 21,3 km  |
| Manannán  | Manannan mac Lir - Dio del mare e del tempo atmosferico.                                                                                      | 3,1° N     | 239,7° W    | 30 km    |
| Math      | Math fab Mathonwy - Re di Gwynedd, doveva tenere i suoi piedi sul grembo di una vergine per non morire.                                       | 25,6° S    | 183,7° W    | 10,8 km  |
| Midir     | Midir - Figlio di Dagda dei Túatha Dé Danann.                                                                                                 | 3,65° N    | 338,75° W   | 37,4 km  |
| Morvran   | Morfran - Figlio di Ceridwen e di Tegid Foel, noto per la sua bruttezza. È chiamato anche Avagddu.                                            | 4,9° S     | 152,6° W    | 15 km    |
| Niamh     | Niamh - Figlia di Manannan mac Lir e regina di Tír na nÓg..                                                                                   | 21,1° N    | 216,9° W    | 5 km     |
| Ogma      | Ogma - Corrispondente irlandese del gallico Ogmios.                                                                                           | 87,45° N   | 287,86° W   | 5 km     |
| Oisín     | Oisín - Leggendario bardo dell'antica Scozia, figlio di Finn Mac Cumhaill e di Sadhbh.                                                        | 52,3° S    | 213,4° W    | 6,2 km   |
| Pryderi   | Pryderi - Figlio di Pwyll e di Rhiannon, re del Dyfed.                                                                                        | 66,1° S    | 159,1° W    | 1,7 km   |
| Pwyll     | Pwyll - Re del Dyfed, scambia per un anno e un giorno il proprio trono con quello di Arawn, signore dell'Annwn, il mitologico aldilà gallese. | 25,2° S    | 271,4° W    | 45 km    |
| Rhiannon  | Rhiannon - Moglie di Pwyll e dopo la sua morte di Manawydan.                                                                                  | 80,9° S    | 194,9° W    | 15,9 km  |
| Taliesin  | Taliesin - Mago, figlio di Brân. | 22,8° S    | 138° W      | 50 km    |
| Tegid     | Tegid Foel - Nume tutelare del Lago di Bala, marito di Ceridwen e padre di Morfran e Creirwy.                                                 | 0,8° N     | 164,4° W    | 29,7 km  |
| Tuag      | Tuag - Dea irlandese dell'alba. | 59,92° N   | 172,36° W   | 15,2 km  |
| Uaithne   | Uaithne - Il suonatore d'arpa di Dagda. | 48,5° S    | 90,7° W     | 6,5 km   |